# Rudniki (obwód grodzieński)
Rudniki (biał. Руднікі, Rudniki; ros. Рудники, Rudniki) – wieś na Białorusi, w obwodzie grodzieńskim, w rejonie korelickim, w sielsowiecie Maluszyce.

## Historia
W XIX i w początkach XX w. położone były w Rosji, w guberni mińskiej, w powiecie nowogródzkim.
W dwudziestoleciu międzywojennym wieś i folwark leżące w Polsce, w województwie nowogródzkim, w powiecie nowogródzkim, w gminie Rajce. W 1921 wieś liczyła 113 mieszkańców, zamieszkałych w 20 budynkach, w tym 109 Białorusinów i 4 Polaków. 112 mieszkańców było wyznania prawosławnego i 1 rzymskokatolickiego. Folwark liczył zaś 31 mieszkańców, zamieszkałych w 6 budynkach, w tym 17 Białorusinów, 7 Polaków i 7 Żydów. 17 mieszkańców było wyznania prawosławnego, 7 rzymskokatolickiego i 7 mojżeszowego.
Po II wojnie światowej w granicach Związku Sowieckiego. Od 1991 w niepodległej Białorusi.